# Mazzy Star
Mazzy Star američki je sastav alternativnog rocka osnovan 1988. u Santa Monici u Kaliforniji poslije raspada skupine Opal. Davidu Robacku, osnivaču grupe, pridružila se njegova prijateljica Hope Sandoval, koja je postala pjevačica nakon što je Kendra Smith napustila Opal.
Najpoznatiji je po pjesmi "Fade into You", koja mu je priskrbila djelomičan uspjeh u glavnoj struji sredinom devedesetih godina 20. stoljeća; ta se skladba često reproducirala na radiopostajama i glazbenim televizijskim programima kao što su MTV i VH1. Roback i Sandoval bili su kreativni dvojac skupine – Sandoval je pisala stihove, a Roback je skladao većinu pjesama. Roback je preminuo 24. veljače 2020. u Los Angelesu od metastaziranog raka.
Najnoviji album skupine Seasons of Your Day objavljen je 2013., a nakon njega uslijedio je EP Still iz 2018.

## Povijest

### Opal i Paisley Underground (1981. – 1987.)
Mazzy Star vuče korijene iz kalifornijskog pokreta Paisley Underground nastalog početkom osamdesetih godina 20. stoljeća. David Roback i njegov brat Steven predvodili su losanđelesku psihodeličnu skupinu Rain Parade. Nakon što je napustio sastav poslije objave prvog studijskog albuma, Roback je 1983. osnovao sastav Clay Allison s Kendrom Smith, svojom tadašnjom djevojkom i bivšom basisticom skupine Dream Syndicate. Ubrzo nakon objave singla "Fell From the Sun" / "All Souls" iz iste godine Clay Allison promijenio je ime u Opal; pod tim je imenom 14. prosinca 1987. objavio studijski album Happy Nightmare Baby pod licencijom SST Recordsa. Budući da je Roback bio glavni autor glazbe u objema skupinama, Opal je glazbeno izravno prethodio Mazzy Staru – u pjesmama su se nalazile slične psihodelične gitarske dionice i natruhe bluesa i narodne glazbe koje su se pojavile i na naknadnim izdanjima Mazzy Stara. Sandoval, tada srednjoškolka, ranih osamdesetih godina 20. stoljeća osnovala je duo narodne glazbe Going Home sa školskom kolegicom Sylvijom Gomez; grupa je nastupala sa Sonic Youthom i Minutemenom. Obje su bile obožavateljice Rain Paradea; poslije koncerta Rain Paradea 1983. na području Los Angelesa Gomez je otišla iza pozornice i Robacku dala primjerak demo-snimke Going Homea na kojoj je ona svirala gitaru, a Sandoval pjevala. Nakon što je poslušao snimku, Roback je izjavio da bi želio biti producent na njihovu do dan-danas neobjavljenom studijskom albumu.
Kad je Smith napustila Opal pod nerazjašnjenim okolnostima usred turneje sa sastavom The Jesus & Mary Chain, na njezino je mjesto došla Sandoval.

### Osnivanje i Rough Trade (1988. – 1990.)
Iako je Smith napustila sastav, diskografska kuća Rough Trade i dalje je posjedovala Robackov izvorni ugovor za objavu albuma u kojem je pisalo da je dužan snimiti još jedan Opalov album. Zbog toga su Roback i Sandoval iduće dvije godine i dalje bili na turneji pod imenom Opal i u tom su razdoblju snimili pjesme za drugi planirani Opalov album Ghost Highway. Sastojao se mahom od pjesama koje su napisali Roback i Smith, ali je Sandoval izjavila da joj se ne sviđaju pjesme i da bi željela raditi "na nečemu posve novom". Njih dvoje brzo su napisali i snimili sedam novih pjesama u studiju Hyde Street Studios u San Franciscu, a ime skupine promijenili su u Mazzy Star. Pjesma "Ghost Highway", napisana više od godine dana prije nastanka Mazzy Stara, jedna je od rijetkih izvornih pjesma tog dua u čijem pisanju nije sudjelovala Sandoval, a skladbu "Give You My Lovin'" napisala je Sylvia Gomez, gitaristica Going Homea; tu su pjesmu Sandoval i Gomez snimile sredinom osamdesetih godina 20. stoljeća.
She Hangs Brightly objavljen je u svibnju 1990. Iako nije odmah bio uspješan na tržištu, radiopostaje specijalizirane za alternativni rock često su reproducirale pjesme skupine, a glavni singl "Blue Flower", obrada pjesme Slapp Happyja, pojavio se na 29. mjestu Billboardove ljestvice Modern Rock Tracks. U Ujedinjenom je Kraljevstvu prodan u više od 70.000 primjeraka.

### Capitol (1990. – 1997.)
Američki ogranak Rough Tradea prestao je postojati krajem 1990., pa Mazzy Star neko vrijeme nije imao ugovor s diskografskom kućom. Za nekoliko je tjedana ugovor skupine preuzeo Capitol Records, koji je ponovno objavio She Hangs Brightly 4. studenoga 1990., a drugi je album sastava, So Tonight That I Might See, objavio 27. rujna 1993. Godinu dana nakon objave tog albuma jedna od pjesama na njemu postala je iznenadna uspješnica. Singl "Fade into You" pojavio se na 44. mjestu Billboardove ljestvice Hot 100 i postao prva pjesma skupine koja se pojavila na toj ljestvici. Također se pojavio na trećem mjestu ljestvice Modern Rock Tracks, najvišem mjestu koje je skupina nekom pjesmom do danas dosegla na toj ljestvici. Dana 19. travnja 1995. album je nagrađen platinastom nakladom jer je bio prodan u više od milijun primjeraka. Album se pojavio na 68. mjestu glazbene ljestvice u Ujedinjenom Kraljevstvu, gdje je 22. srpnja 2013. nagrađen srebrnom nakladom zbog 60.000 prodanih primjeraka. Nakon uspjeha singla "Fade into You" uvodna se pjesma s albuma She Hangs Brightly, "Halah", često reproducirala u SAD-u i pojavila se na 19. mjestu Billboardove ljestvice Modern Rock Tracks.
Posljednji album koji je grupa snimila za Capitol, Among My Swan, objavljen je 29. listopada 1996. Pojavio se na 68. mjestu ljestvice Billboard 200 i do rujna 2001. u SAD-u je prodan u 214.000 primjeraka. Uradak nije bio uspješan na tržištu kao njegovi prethodnici, ali na njemu se nalazi pjesma "Flowers in December", koja se pojavila na 40. mjestu britanske ljestvice singlova i tako je postala najuspješniji singl sastava u Ujedinjenom Kraljevstvu. Grupa je podržala album petomjesečnom turnejom u SAD-u i Europi, nakon čega su Sandoval i Roback počeli raditi na novim pjesmama. Tijekom snimanja pjesama Sandoval je navodno "preklinjala" Capitol da poništi njezin ugovor; naknadno je objasnila: "Činilo mi se da su diskografske kuće željele kreativne sastave jer nisu znale kako proizvesti glazbu iz podzemlja. Mogli smo se baviti onime što smo htjeli i raditi ritmom koji nam je odgovarao. Stvari su se promijenile kad su veći izdavači počeli tražiti grupe koje bi mogle prodati albume u sedam milijuna primjeraka. Slijedili su formulu. Odjednom su svi ti ljudi htjeli doći u studio da bi pratili što radimo i da bi provjerili slijedimo li tu formulu. Zato smo otišli."

### Privremeni prekid, ponovno okupljanje i naknadni rad (1997. – 2009.)
Sandoval se 1994. pojavila na albumu Stoned & Dethroned grupe The Jesus and Mary Chain i ubrzo nakon raspada Mazzy Stara odlučila je gostovati i na albumu Munki, a surađivala je i sa skupinom The Chemical Brothers. Roback je miksao dvije pjesme na albumu Central Reservation glazbenice Beth Orton.
U lipnju 2000. sastav se ponovno okupio da bi otišao na manju europsku turneju. Na koncertima te turneje izvodio je sedam novih pjesama; Sandoval je u to vrijeme izjavila da su te pjesme napisane i snimljene za četvrti studijski album Mazzy Stara koji je skupina namjeravala samostalno objaviti. Međutim, taj album ipak nije objavljen jer je iste godine Sandoval s Colmom Ó Cíosóigom (bivšim članom My Bloody Valentinea) osnovala skupinu Hope Sandoval & the Warm Inventions. U listopadu 2000. taj je sastav objavio prvi EP, At the Doorway Again, a godinu dana poslije objavljen je i prvi studijski album, Bavarian Fruit Bread. Sandoval je u to vrijeme također pjevala na pjesmama drugih izvođača, među kojima su Air i Death in Vegas.
Sandoval je 3. studenoga 2003. održala koncert u Queen Elizabeth Hallu u sklopu proslave šezdesetog rođendana Berta Janscha. Uz Ó Cíosóiga, Janscha i njegova sina Adama na pozornici joj se pridružio David Roback i s njima je izvela pjesme "Suzanne" i "All This Remains"; potonja se pjesma, na kojoj Sandoval pjeva vlastiti tekst, nalazi na Janschevu albumu Edge of a Dream iz 2002. Bio je to posljednji zajednički nastup Sandoval i Robacka do 2012.
Godine 2004. David Roback prvi se put okušao u glumi; pojavio se u filmu Clean. Također je napisao i snimio tri pjesme koje je u filmu otpjevala glumica Maggie Cheung.
Mazzy Star – Into Dust

Godine 2009. pjesma "Into Dust" s albuma So Tonight That I Might See debitirala je na 71. mjestu britanske ljestvice singlova i ostala na njoj tjedan dana nakon što se pojavila u reklami Virgin Medije. Dvije godine poslije ta se pjesma pojavila u traileru "Dust to Dust" za videoigru Gears of War 3 i na ljestvici je provela još četiri tjedna – u tom se razdoblju popela do 47. mjesta. Također je postala prva pjesma skupine koja se pojavila na irskoj ljestvici singlova, gdje je dosegla 40. mjesto.
Diskografska kuća Nettwerk 29. rujna 2009. objavila je drugi album Hope Sandoval & The Warm Inventionsa, Through the Devil Softly. Dana 10. kolovoza 2010. taj je sastav kao singl objavio obradu pjesme "Golden Hair" Syda Barretta koja se nije nalazila na tom albumu. Iste godine Sandoval je gostovala na pjesmi "Paradise Circus" skupine Massive Attack s albuma Heligoland. Pjesma se pojavila na 117. mjestu britanske ljestvice singlova i ondje je ostala tjedan dana.

### Ponovno okupljanje iSeasons of Your Day(2010. – 2014.)
Sandoval je u intervjuu s časopisom Rolling Stone u srpnju 2009. potvrdila da će se duo ponovno okupiti i snimiti četvrti studijski album; izjavila je: "Istina je da smo i dalje zajedno. Skoro smo gotovi [s albumom]. Ali ne znam što to znači." U intervjuu održanom u rujnu 2009. sa Straight.com novinar John Lucas o osmogodišnjoj je odvojenosti albuma Bavarian Fruit Bread i Through the Devil Softly izjavio: "To izgleda kao dugo razdoblje dok se ne sjetite da Mazzy Star, suradnička grupa Sandoval i gitarista Davida Robacka, nije objavio album od 1996. Sandoval obećava da će se to promijeniti; Roback i ona rade na vlastitom Chinese Democracyju, no neće biti objavljen dok se The Warm Inventions ne vrati s turneje."
Dana 12. listopada 2011. službeno mrežno mjesto Hope Sandoval potvrdilo je da će tog mjeseca duo objaviti prve nove pjesme nakon 15 godina stanke. Singl "Common Burn"/"Lay Myself Down" objavljen je 31. listopada 2011. u digitalnoj inačici. Također je najavljeno da će 8. studenoga biti objavljena inačica na plavoj sedmoinčnoj gramofonskoj ploči u ograničenoj nakladi, no zbog kašnjenja u proizvodnji objava je odgođena do 24. siječnja 2012.
Skupina je 2012. otišla na kalifornijsku i europsku turneju, što je bila njezina prva turneja od 2000. Nastupila je na nekoliko većih europskih glazbenih festivala i pridružili su joj se izvorni članovi Suki Ewers i Keith Mitchell, ali i Colm Ó Cíosóig iz The Warm Inventionsa i Mitchellov sin Paul, čiji je sastav The Brook Lee Catastrophe bio predgrupa Mazzy Staru na nekoliko koncerata. Josh Yenne svirao je havajsku gitaru. Nakon posljednjega održanog koncerta u kolovozu 2012. Roback je izjavio da su završili sa snimanjem albuma i da bi "uskoro" trebao biti objavljen. Krajem 2012. BMI, dugogodišnji izdavač albuma skupine, registrirao je nazive nekoliko neobjavljenih pjesama Hope Sandoval i Davida Robacka među kojima su "Flying Low" i "Spoon"; obje su pjesme više puta izvedene na turneji.
Grupa je 13. srpnja 2013. najavila objavu četvrtog studijskog albuma, Seasons of Your Day, koji je objavljen 23. rujna 2013. u Ujedinjenom Kraljevstvu i dan poslije u SAD-u. Pojavio se na 24. mjestu britanske ljestvice albuma. Sastav je 3. studenoga 2013. otišao na sjevernoameričku turneju da bi podržao album. Dana 19. travnja 2014. grupa je objavila dvije nove pjesme u sklopu Dana prodavaonica albuma: "I'm Less Here" i "Things"; obje su pjesme objavljene na sedmoinčnoj gramofonskoj ploči u ograničenoj nakladi. Dana 22. prosinca 2014. glazbeni isječak prethodno neobjavljene pjesme objavljen je na službenom profilu skupine na Facebooku.

### Novi samostalni radovi (2016. – 2017.)
Godine 2016. Hope Sandoval & The Warm Inventions objavio je singl na sedmoinčnoj gramofonskoj ploči pod imenom "Isn't It True" u sklopu Dana prodavaonica albuma. Na pjesmi gostuje Jim Putnam iz skupine Radar Bros. Glazbeni spot za pjesmu objavljen je 19. travnja te godine i posvećen je Richieju Leeju iz Acetonea. Treći studijski album The Warm Inventionsa, Until the Hunter, 4. studenoga 2016. objavila je nezavisna diskografska kuća sastava, Tendril Tales. Drugi singl s tog albuma, "Let Me Get There", na kojoj gostuje Kurt Vile, objavljen je 23. rujna. EP od četiri pjesme The Warm Inventionsa, Son of a Lady, objavljen je 15. rujna 2017.
Sandoval je gostovala na pjesmi "I Don't Mind" sastava Psychic Ills, koja je objavljena 29. ožujka 2016. Četiri mjeseca poslije gostovala je na pjesmi "The Spoils" Massive Attacka; to je njezina treća suradnja s tom skupinom poslije pjesama "Paradise Circus" i "Four Walls". Glazbeni spot za tu pjesmu, u kojem je glumila Cate Blanchett, objavljen je 9. kolovoza 2016.
Keith Mitchell, koji je svirao bubnjeve na svim četirima albumima Mazzy Stara, preminuo je 14. svibnja 2017.

### Koncerti, EP i smrt Davida Robacka (2018. – danas)
U lipnju 2018. grupa je ponovno počela održavati koncerte i tri je noći zaredom nastupila u Sydneyskoj operi u sklopu glazbenog festivala Vivid Live. Istog je mjeseca objavila EP Still. David Roback preminuo je 24. veljače 2020. od metastaziranog raka.

## Članovi sastava

### Hope Sandoval
Osim što pjeva, Sandoval svira akustičnu gitaru, usnu harmoniku, Hammondove orgulje, glockenspiel i ksilofon. Na koncertima uglavnom pjeva u gotovo potpunoj tami uz prigušena pozadinska svjetla i svira tamburin, usnu harmoniku ili glockenspiel ili se služi zvečkama. Poznata je po svojoj sramežljivosti i rijetko razgovara s publikom; jednom je opisala svoje iskustvo s koncertnim nastupima: "Jednostavno postanem jako nervozna. Čim se pojavite na pozornici, od vas se očekuje da počnete izvoditi pjesme. Ne radim to. Uvijek osjećam nelagodu kad samo stojim i ne komuniciram s publikom, ali teško mi je."

### David Roback
U Mazzy Staru Roback je svirao gitaru, klavijature i klavir. Skladao je gotovo svu glazbu za sastav i producent je svih njegovih uradaka.

### Dodatni glazbenici
Sadašnja postava
- Suki Ewers – klavijature
- Colm Ó Cíosóig – gitara, bas-gitara, klavijature, bubnjevi
- Josh Yenne – havajska gitara, akustična gitara, električna gitara

Bivši članovi
- Kurt Elzner – gitara (na turnejama)
- Jill Emery – bas-gitara
- William Cooper (pravim imenom Will Glenn) – klavijature, violina
- Keith Mitchell – bubnjevi

## Diskografija
Studijski albumi
- She Hangs Brightly (1990.)
- So Tonight That I Might See (1993.)
- Among My Swan (1996.)
- Seasons of Your Day (2013.)